# Alain Sutter
Alain Sutter (Bern, 1968. január 22. –) svájci válogatott labdarúgó.

## Pályafutása

### Klubcsapatban
Bernben született. Pályafutását a Grasshoppersben kezdte 1985-ben. Az 1987–88-as szezont kölcsönben a Young Boys csapatában töltötte és miután visszatért bekerült a Grasshoppers első csapatába ahol az 1993–94-es idényig játszott. Ezt követően Németországba az 1. FC Nürnberg együtteséhez igazolt. Az 1994-es világbajnokságon nyújtott meggyőző teljesítménye után a legnagyobb német csapat a Bayern München szerződtette, ahol egy szezont töltött. 1995 és 1997 között a Freiburg játékosa volt. 1997 nyarán az Egyesült Államokba távozott a Dallas Burn csapatához, de az ott eltöltött időszaka hamar véget ért. 1998 elején az egyik edzésen rosszul lépett, aminek következtében megsérült és mint utólag kiderült sérülése olyan súlyos volt, hogy a pályafutását is be kellett fejeznie.

### A válogatottban
1985 és 1996 között 68 alkalommal szerepelt a svájci válogatottban és 5 gólt szerzett. Részt vett az 1994-es világbajnokságon.

## Sikerei, díjai
Grasshoppers
- Svájci bajnok (2): 1989–90, 1990–91
- Svájci kupa (2): 1988-89, 1989–90
- Svájci szuperkupa (1): 1989